# Traunstein (miasto)
Traunstein – miasto powiatowe w Niemczech, w kraju związkowym Bawaria, w rejencji Górna Bawaria, w regionie Südostoberbayern, siedziba powiatu Traunstein. Leży nad rzeką Traun tuż u podnóża Alp Chiemgawskich. Zamieszkuje je około 19 tys. mieszkańców. Najbliżej położone duże miasta: Monachium ok. 100 km na północny zachód, Praga - ok. 300 km na północny wschód i Wiedeń - ok. 250 km na wschód.
Miasto nie zostało zburzone podczas II wojny światowej.
W mieście znajduje się stacja kolejowa Traunstein.

## Demografia
Dane o ludności z 31 grudnia 2008:
| Opis                                | Ogółem | Ogółem | Kobiety | Kobiety | Mężczyźni | Mężczyźni |
| ----------------------------------- | ------ | ------ | ------- | ------- | --------- | --------- |
| Jednostka                           | osób   | %      | osób    | %       | osób      | %         |
| Populacja                           | 18 680 | 100    | 9886    | 52,92   | 8794      | 47,08     |
| Wiek przedprodukcyjny (0–17 lat)    | 2980   | 15,95  | 1439    | 7,7     | 1541      | 8,25      |
| Wiek produkcyjny (18–65 lat)        | 11 416 | 61,11  | 5863    | 31,39   | 5553      | 29,73     |
| Wiek poprodukcyjny (powyżej 65 lat) | 4284   | 22,93  | 2584    | 13,83   | 1700      | 9,1       |

## Polityka
Prezydentem miasta jest Manfred Kösterke z UW, rada miasta składa się z 24 osób.
|      | CSU | SPD | Zieloni | UW | TL | Razem |
| 2008 | 8   | 5   | 2       | 7  | 2  | 24    |
| 2002 | 10  | 8   | 2       | 4  | -  | 24    |

## Osoby związane z miastem
- papież Benedykt XVI - spędził tutaj swoją młodość
- skoczek narciarski Andreas Wellinger urodził się tutaj.

## Współpraca
Miejscowości partnerskie:
- Gap, Francja
- Haywards Heath, Anglia
- Pinerolo, Włochy
- Wesseling, Nadrenia Północna-Westfalia